# Aiello del Friuli
Aiello del Friuli is een gemeente in de Italiaanse provincie Udine (regio Friuli-Venezia Giulia) en telt 2229 inwoners (31-12-2004). De oppervlakte bedraagt 13,0 km², de bevolkingsdichtheid is 170 inwoners per km².
De volgende frazioni maken deel uit van de gemeente: Joannis.

## Demografie
Aiello del Friuli telt ongeveer 889 huishoudens. Het aantal inwoners daalde in de periode 1991-2001 met 1,8% volgens cijfers uit de tienjaarlijkse volkstellingen van ISTAT.
| Jaar | Inwoneraantal |
| ---- | ------------- |
| 1991 | 2220          |
| 2001 | 2180          |

## Geografie
De gemeente ligt op ongeveer 18 meter boven zeeniveau.
Aiello del Friuli grenst aan de volgende gemeenten: Bagnaria Arsa, Campolongo al Torre, Cervignano del Friuli, Ruda, San Vito al Torre, Visco.

## Impressie

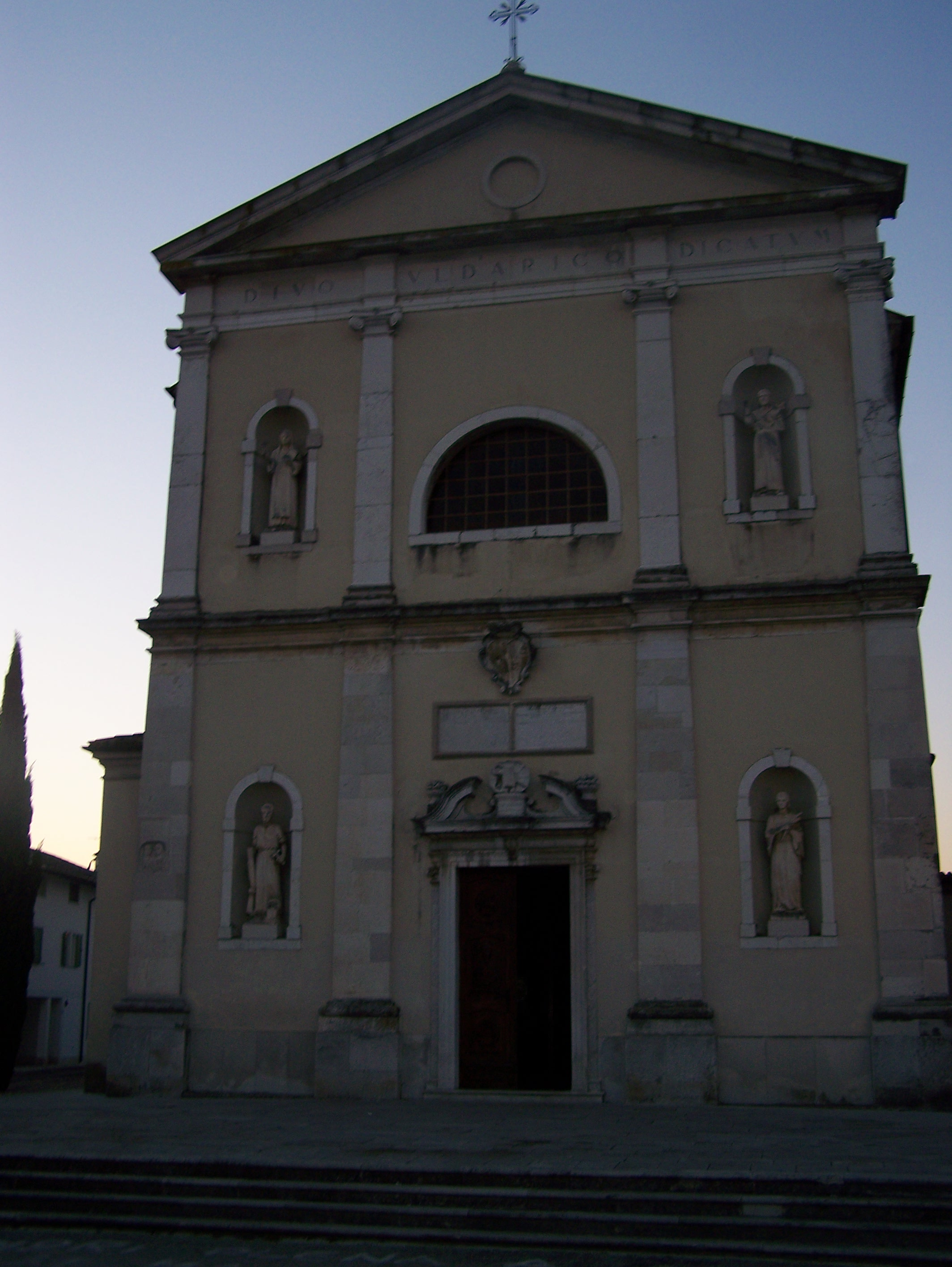
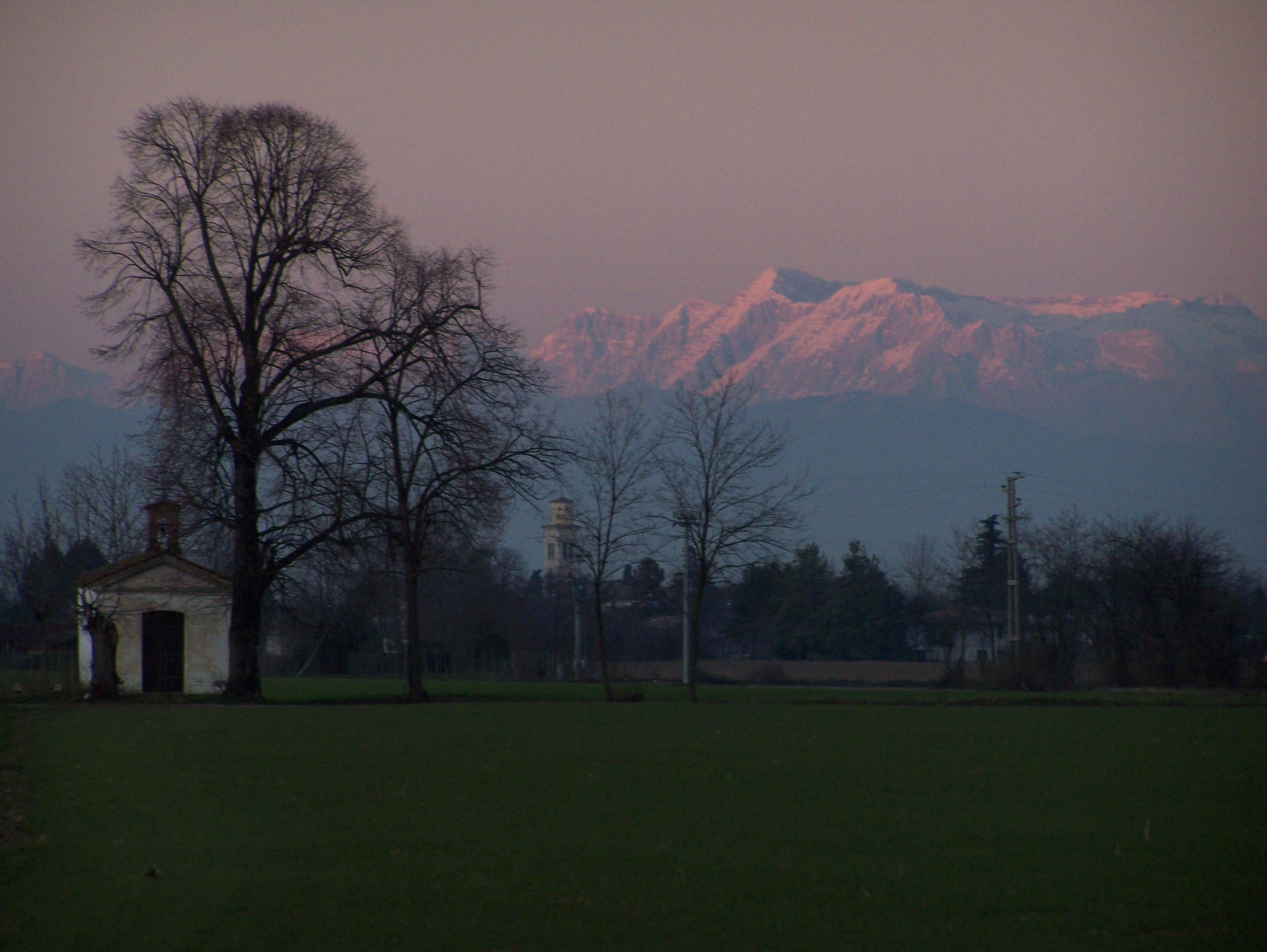
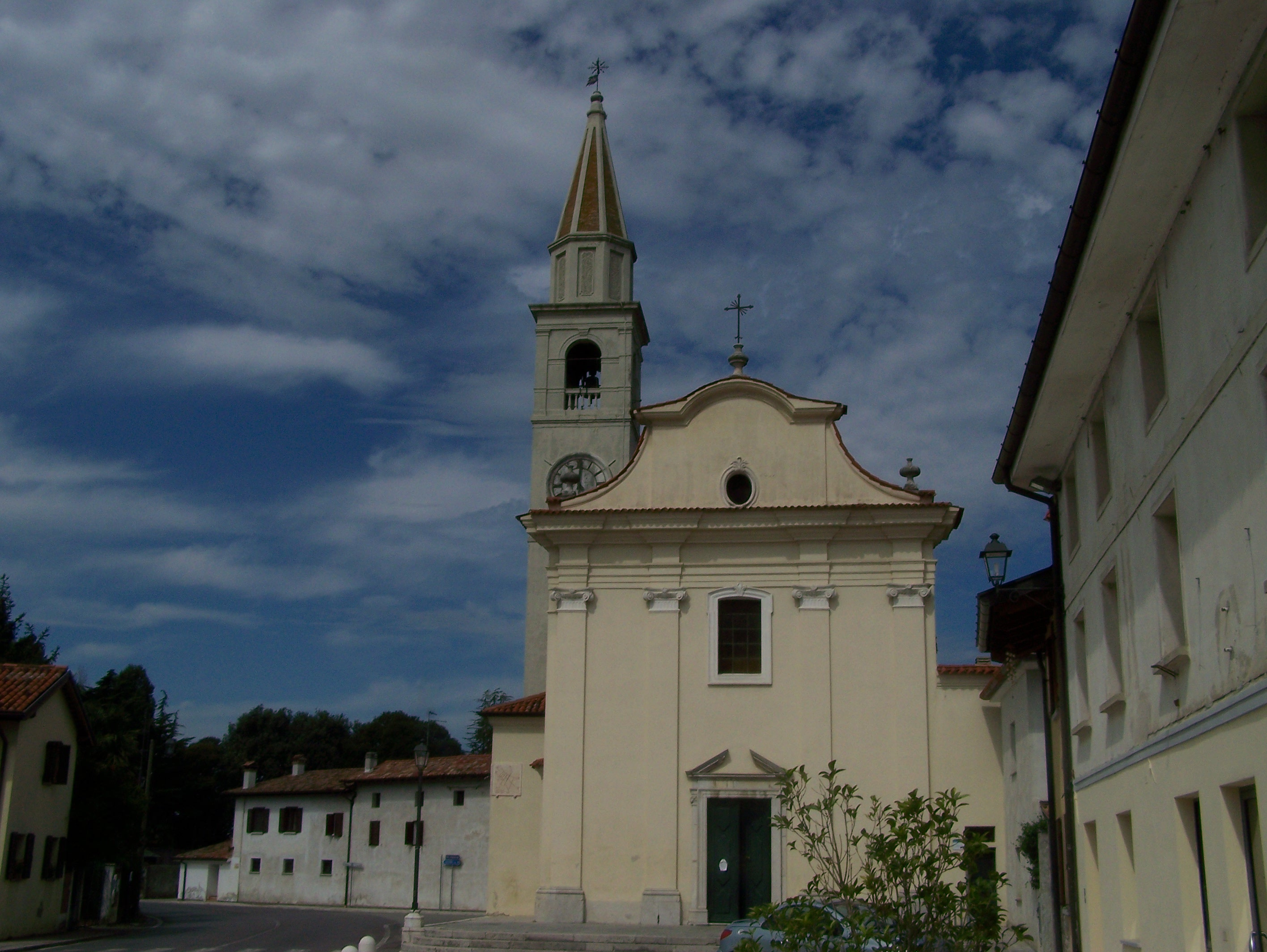
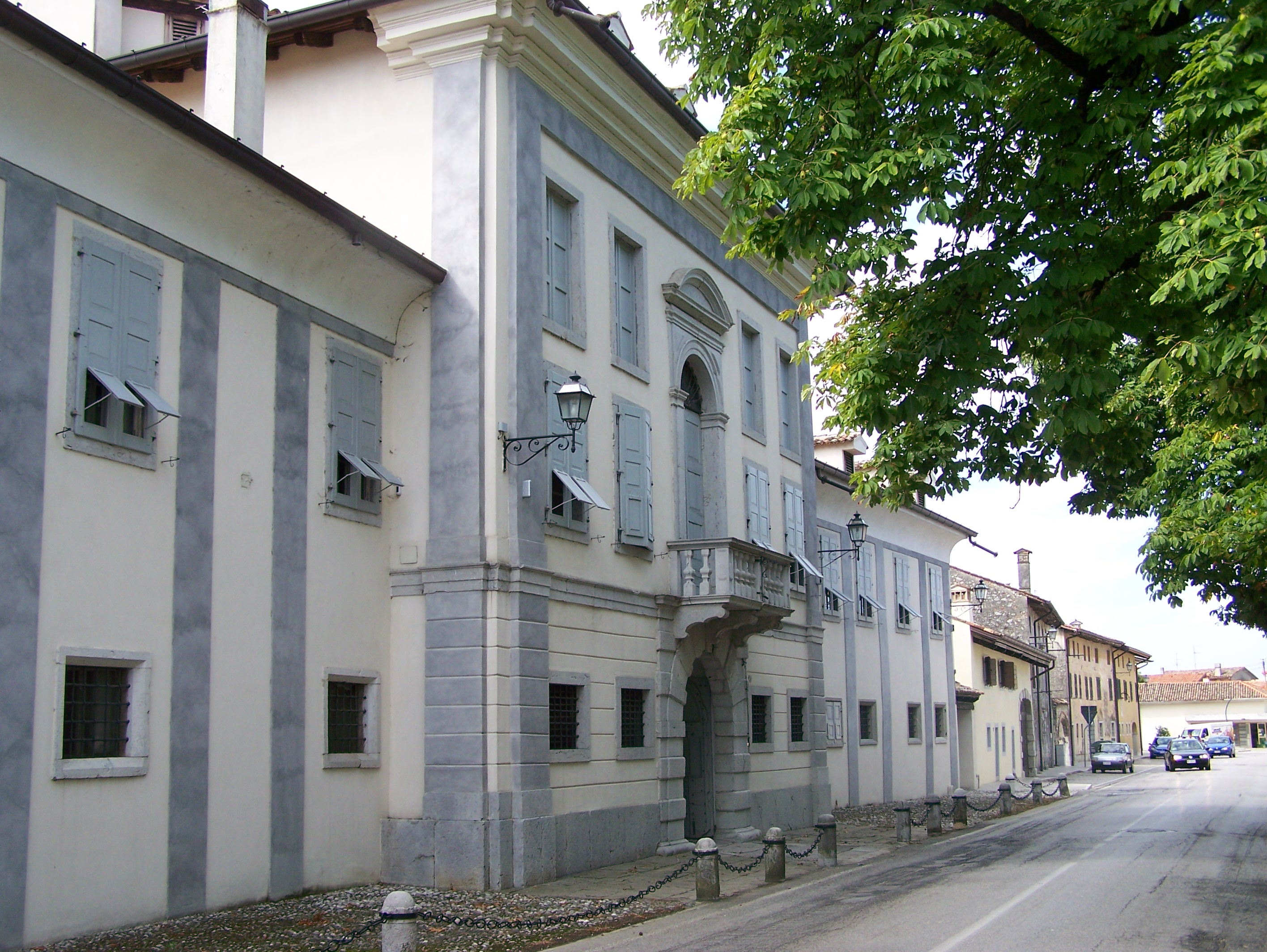